# Küküllőszéplak község
Küküllőszéplak község (románul: Comuna Suplac) község Maros megyében, Romániában. Központja Küküllőszéplak, beosztott falvai Héderfája, Kisszentlászló, Oláhszentlászló, Vajdakuta.

## Népessége
A 2011-es népszámlálás adatai alapján a község népessége 2249 fő volt.